# Philip Filleul
Philip Rowland Filleul (* 15. Juli 1885 in Bath; † 29. Juli 1974 in Edenbridge) war ein britischer Ruderer.

## Karriere
Filleul wurde 1885 in Bath als ältester Sohn eines Pfarrers der Church of England geboren. Er besuchte die Repton School und anschließend das Wadham College in Oxford.
1907 gewann er bei der Oxford Royal Regatta zusammen mit seinem Partner P. P. W. Andrews den Prince of Wales Challenge Cup. Ein Jahr später sicherte er sich bei der Henley Royal Regatta im Achter den Sieg im Thames Challenge Cup. Im Juli 1908 nahm er an den Olympischen Spielen in London teil und gewann im Vierer ohne Steuermann mit der Mannschaft des Leander Club die Silbermedaille. Zudem war er im Achter als Ersatz vorgesehen, kam jedoch nicht zum Einsatz.
1909 erlitt Filleul beim Rudertraining einen Unfall, als er sich mit einer Startpistole versehentlich selbst anschoss. Dabei verlor er viel Blut und zog sich eine Nervenschädigung zu. Nach vier Monaten hatte er sich jedoch erholt und konnte bei den Diamond Challenge Sculls der Henley Royal Regatta wieder an den Start gehen.
Beruflich war der Brite für den Colonial Service tätig. Nach seiner Pensionierung widmete er sich seiner Leidenschaft, der Bienenzucht.
Sein Sohn, damals 26 Jahre alt, verschwand 1944 während des Zweiten Weltkriegs im Ärmelkanal. Er war auf dem Rückflug eines Einsatzes mit dem RAF Bomber Command über Frankfurt am Main.